# Туркестанова, Варвара Ильинична
Княжна Варвара Ильинична Туркестанова (Туркистанова,26 декабря 1775 — 20 мая 1819) — фрейлина императрицы Марии Федоровны, фаворитка императора Александра I. Подробную картину придворной жизни конца 1810-х гг. рисует её переписка с французским эмигрантом Кристином, опубликованная в «Русском архиве». Покончила с собой, родив дочь вне брака (возможно, от связи с императором).

## Происхождение
Представительница знатного грузинского рода Туркистанишвили. Внучка князя Бориса (Баадура), который был доверенным лицом царевича Вахтанга на переговорах с Петром I. Он стал родоначальником русской ветви рода князей Туркестановых.
Варвара была старшим ребёнком в семье, ей было 13 лет, когда умер её отец, князь Илья Борисович Туркестанов (1736—1788); подобно другим знатным грузинам, похоронен в Донском монастыре. Начав службу солдатом в лейб-гвардии Семеновского полка, позже князь И. Б. Туркестанов был взят императрицей Елизаветой Петровной в кабинет-курьеры. Дослужился до секунд-майора и завершил карьеру председателем московского Верховного надворного суда. Из десяти детей князя Туркестанова достигли зрелого возраста только княжна Варвара и две её сестры Екатерина (1774—30.12.1866) и Софья (07.12.1780—24.05.1842; близнец с братом Александром, умерла от паралича), остальные умерли в детстве. Последним ребёнком был сын Александр, родившийся в год кончины своего отца в 1788 году.
Мать княжны Варвары Ильиничны, Мария Алексеевна (1750—1795), была дочерью действительного статского советника Алексея Михайловича Еропкина и Анны Васильевны (1723—1782), сестры знаменитого Адама Олсуфьева. Варваре было 20 лет, когда умерла её мать. В семье Туркестановых было предание, что во время приближения похоронного шествия умершей княгини Марии Алексеевны к Екатерининской пустыни (близ Москвы, где она похоронена) колокола сами зазвонили, и один из монахов на это заметил, что везут тело праведницы.
Оставшуюся без родителей и средств Варвару Ильиничну приютил у себя в доме родственник генерал-майор В. Д. Арсеньев. Позже в своей обширной переписке княжна Туркестанова неоднократно вспоминала Арсеньевых с чувством большой теплоты.

## При дворе
В 1808 году Варвара Ильинична была пожалована во фрейлины императрицы Марии Фёдоровны и сразу стала украшением императорского двора. Красавицей она не была, но привлекала к себе особым обаянием, приветливым обхождением, добрым характером. Умом и разносторонней образованностью она выделялась среди придворных. Граф Ф. П. Толстой, описывая свою жизнь в Петербурге, писал о княжне Туркестановой :
…Очень часто бывала на вечерах и обедах у моего дяди княжна Туркестанова, самая короткая приятельница обеих сестёр Голицыных, любимица Марии Алексеевны и её мужа, девушка уже не первой молодости, очень умная, хитрая, ловкая, весёлая и весьма занимательная в салонных беседах. Почтеннейший дядюшка, как мне казалось, очень за ней ухаживал и она скоро, по его просьбе, была сделана фрейлиной большого двора.
Скоро при дворе стали замечать особый интерес императора Александра I к фрейлине Туркестановой, как впрочем, и её интерес к нему. Сначала их отношения были дружескими, но в 1813 году, после отъезда на некоторое время за границу фаворитки М. А. Нарышкиной, император всё чаще стал обращать свой взор на Варвару Ильиничну. В свете даже поговаривали о новой фаворитке императора.
В 1818 году помимо императора у 42-летней княжны Туркестановой развивался новый роман — с 24-летним князем Владимиром Сергеевичем Голицыным (1794—1861), сыном Варвары Энгельгардт. Веселый и остроумный Голицын пользовался в свете большим успехом, в особенности у женщин. Варвара Ильинична влюбилась в него, но что чувствовал к ней сам Голицын, неизвестно. Одни говорили, что будто бы он заключил пари, что соблазнит Туркестанову; другие, что Голицын хотел даже жениться на ней, но, застав у неё однажды ночью Александра I, отказался от мысли о браке.

Варвара Ильинична оказалась в трудном положении, как ни скрывала она свои оба увлечения, слухов вокруг неё было много. К её нравственным страданиям добавились физические недомогания, она была беременна. В таком состоянии, которое Туркестанова вынуждена была скрывать от окружающих, ей предстояло сопровождать Марию Фёдоровну в её длительной поездке по Европе. А. Я. Булгаков писал П. А. Вяземскому в августе 1818 года :
А едут с императрицей Марией Фёдоровной: Александр Львович Нарышкин для шуток, Альбедиль — для денег, Туркестанова — для ума, графиня Самойлова — для рожицы…

В Петербург княжна Туркестанова вернулась в конце того же года. В апреле 1819 года она родила дочь Марию, по слухам, от императора. Рождение ребёнка незамужней фрейлиной обернулось скандалом при дворе. Дойдя до последней степени отчаяния, Туркестанова приняла яд, который подействовал не сразу. Промучавшись несколько недель, она умерла 20 мая 1819 года. На следующий день П. А. Вяземский писал А. И. Тургеневу:
Вчера скончалась княжна Туркестанова. Что ни говори, но она была и добрая, и любезная, и необыкновенно умная женщина. Благодетельствовала многим, несмотря на недостаточное состояние, и оставила приятные о себе воспоминания в многочисленном знакомстве…
К. Я. Булгаков писал из Москвы брату:
Все письма из Петербурга ко мне только и говорят о смерти княжны Туркестановой, все об ней жалеют. Императрица приезжала из Павловского нарочно, чтобы её видеть, и провела с нею последние часы.

Придворные толки обвинили в этой драме князя Голицына, чтобы «оградить священную особу государя». В частности, Пушкин в своём дневнике приписывал именно Голицыну вину в беременности фрейлины :
Княжна Туркистанова, фрейлина, была в тайной связи с покойным государем и с кн. Владимиром Голицыным, который её обрюхатил. Княжна призналась государю. Приняты были нужные меры, и она родила во дворце, так что никто и не подозревал. Императрица Мария Федоровна приходила к ней и читала ей Евангелие, в то время как она без памяти лежала в постели. Её перевели в другие комнаты — и она умерла. Государыня сердилась, узнав обо всем; Вл. Голицын разболтал всё по городу.
Официально при дворе было объявлено, что фрейлина Туркестанова умерла от холеры, похоронили её в Александро-Невской лавре. Дочь Мария (1819—1843) носила отчество Владимира Сергеевича Голицына и жила в его семье, где её звали Мими. Она вышла замуж за Ивана Аркадьевича Нелидова (брата фаворитки Николая I) и умерла в 24 года.

## Переписка
- Christin F. & La Princesse Tourkestanow. Lettres ecrites de Petersbourg et de Moscou: 1817—1819. Кристэн Фердинанд и княжна Туркестанова [Варвара Ильинична (1775—1819)]. Письма, написанные из Петербурга и Москвы: 1817—1819. Приложение к «Русскому архиву». Moscou: Imprimerie de l’Universite Imperiale (M. Katkow) [Типография Московского Императорского университета], 1883 // Русский архив, 1882.